# 레지널드 폴
레지널드 폴(영어: Reginald Pole, 1500년 3월 12일 ~ 1558년 11월 17일)은 잉글랜드 왕국의 가톨릭교회 추기경이자 가톨릭 개혁에 헌신한 최후의 가톨릭 캔터베리 대주교이다.

## 일대기
레지널드 폴은 1500년 3월 12일 잉글랜드 왕국 스태퍼드셔에 있는 스터턴 성에서 태어났다. 그의 아버지는 리처드 폴이며, 어머니는 솔즈베리 백작부인 마거릿 폴이다. 클래런스 공작 조지 플랜태저넷과 이사벨 네빌 백작부인이 그의 외조부모이다. 따라서 족보상으로 레지널드 폴은 에드워드 4세와 리처드 3세 두 국왕의 종손이자 워릭 백작 리처드 네빌의 증손자가 되는 셈이다.
레지널드 폴은 고다밍의 카르투시오회 학교에서 공부하다가 1512년 옥스퍼드 대학교에 입학하였다. 옥스퍼드 대학교에서 윌리엄 라티머와 토머스 리나르크 밑에서 공부한 그는 1515년 6월 27일 예술 과목에서 학위를 수여하였다. 1518년 1월 헨리 8세 국왕 시대에 윔본민스터의 수석 사제로 임명되었으며, 1527년에는 엑세터의 수석 사제와 솔즈베리의 명예 참사 회원에 임명되었다.
1521년, 레지널드 폴은 파도바 대학교로 유학 가서 당시 르네상스를 이끈 주역들인 피에트로 벰보와 잔 마테오 기베리티, 자코포 사돌레토, 잔피에트로 카라파(훗날의 교황 바오로 4세), 로돌포 피오, 오토 폰 발트부르크, 스타니슬라우스 호시우스, 크리소토포로 마드루초, 조반니 모로네, 피에르 파올로 베르제리오, 피에트로 마르티레 베르밀리 등과 조우하였다.
레지널드 폴은 1523년 1월 14일 헨리 8세의 허락을 받아 옥스퍼드 대학교의 특별 교우로서 파도바에서 유학하며 지내는 동안 지출하는 교육비와 경비의 절반을 지원받았다.
레지널드 폴은 프랑스에서 만난 토머스 럽셋과 동반하여 1526년 7월에 고국으로 돌아왔다. 헨리 8세는 폴에게 만약 자신과 캐서린 왕비의 혼인 무효화를 돕는다면 요크 대주교 내지는 윈체스터 주교직에 앉히도록 뒤에서 도와주겠다고 제의하였다. 레지널드 폴은 헨리 8세의 제안을 보류하고 1532년 프랑스와 이탈리아로 떠나 파리와 파도바에서 공부를 계속 하였다.
레지널드 폴과 헨리 8세의 관계가 완전히 깨지게 된 것은 토머스 크롬웰과 커스버트 턴스톨, 토머스 스타키 등 헨리 8세의 보좌진들이 레지널드 폴에게 왕의 요구에 대한 답변을 요구하면서 벌어졌다. 레지널드 폴은 자신이 발표한 논문 《Pro ecclesiasticae unitatis defensione》의 복사본을 헨리 8세에 보내는 것으로 답변을 대신하였다. 이 논문은 헨리 8세의 혼인 무효화 요구에 대한 신학적인 대답으로서, 그의 요구를 강하게 힐책하는 내용을 담고 있었다. 격분한 헨리 8세는 곧 레지널드 폴의 가족에게 끔찍한 보복을 가하였으며, 레지널드 폴은 속수무책으로 그저 바라보기만 하였다. 1538년 11월 레지널드 폴의 형 헨리 폴과 동생 제프리 폴은 반역죄로 체포되어 런던 탑에 갇혔다. 제프리 폴은 사형을 면했지만, 헨리 폴은 그해 1월에 사형이 집행되었다. 레지널드 폴은 1539년 사권(私權)을 박탈당하였다. 레지널드 폴의 모친인 마거릿 또한 체포되어 2년 동안 런던 탑에 갇혀 지내다가 1541년에 처형되었다. 마거릿은 350년이 지난 후인 1886년에 교황 레오 13세에 의해 시복되었다.
1536년 레지널드 폴은 극구 사양했음에도 불구하고, 교황 바오로 3세에 의해 추기경에 서임되었다. 그리고 1536년 1월에는 잉글랜드의 교황특사로 임명되었다. 1542년 그는 트리엔트 공의회의 진행을 위해 세 명의 교황특사 가운데 한 사람으로 낙점되어 파견되었다.
1553년 7월 6일 에드워드 6세 국왕이 서거하면서 그의 누나인 메리 1세가 잉글랜드의 왕위를 계승하자 레지널드 폴은 오랜 망명생활을 끝내고 서둘러 잉글랜드로 돌아와 1557년까지 교황특사로 머물렀다. 1554년 폴 추기경은 잉글랜드를 다시 가톨릭 국가로 만들기 위해 왔다.
메리 1세의 통치기간 동안 폴 추기경의 사권 박탈은 1554년에 해제되었으며, 1555년에 캔터베리 대교구장에 임명되었으며, 1556년에는 옥스퍼드 대학교와 캠브리지 대학교의 명예 총장이 되었다. 그는 종교적 활동뿐만 아니라 메리 1세의 총리이자 고문으로도 활동하였다.
레지널드 폴은 1558년 11월 17일 런던에서 선종하였다. 그의 시신은 캔터베리 대성당에 안치되었다.